# Wirtschaftsdrucksache
Wirtschaftsdrucksachen (DDR):
Als Wirtschaftsdrucksache wurden ab 1. August 1959 (Anordnung über den Postdienst § 16), zu gleicher Gebühr, die Versandarten Geschäftspapiere, Warenproben und Mischsendungen, zusammengeführt. Für Wirtschaftsdrucksachen waren die Zusatzleistungen Eilsendungen, Luftpost (30. April 1975 gestrichen), Rohrpost und Nachnahme, zugelassen.
Seit dem 1. Juli 1990 galten für den Postverkehr innerhalb der DDR (Bereich Deutsche Post) und zum Teil nach der BRD und Berlin (Bereich der Deutschen Bundespost) die gleichen Gebühren. Jedoch galten Wirtschaftsdrucksachen nur im Bereich der Deutschen Post der DDR. Die Gebühr entsprachen denen für Drucksachen.